# De Bary
De Bary es una localidad rural argentina del partido de Pellegrini, provincia de Buenos Aires. Se ubica 10 kilómetros al oeste de la cabecera del partido.

## Población
Cuenta con 63 habitantes (Indec, 2010), lo que representa un descenso del 37% frente a los 101 habitantes (Indec, 2001) del censo anterior.
| Gráfica de evolución demográfica de De Bary entre 1991 y 2010 |
|                                                               |
| Fuente: Censos nacionales del INDEC                           |